# Стипион
Стипион, изписван още като Ступион, е средновековен град, чиито останки се намират край село Дреново, община Кавадарци в Северна Македония. Издигал се е на рид на около 4,5 км от вливането на река Раец в река Черна. В района има следи и от сравнително голямо пеонско селище, просъществувало от Античността до ранното Средновековие. На Михаил Деволски Стипион е известен още и под названието Девол, което вече не се е използвало по негово време (началото на XII век). Васил Златарски и други историци смятат Стипион за равнозначно на Щип или на Стоб (при вливането на Черна във Вардар), но археологическите проучвания отхвърлят тази теория.
В началото на XI век Стипион е важна крепост във вътрешността на Самуиловото царство. През късната есен на 1014 г., няколко месеца след битката при Беласица, крепостта е превзета от византийския император Василий II. Не е сигурно дали българите успяват да отвоюват Стипион преди да бъдат окончателно покорени от Византия четири години по-късно. Предполага се, че при цар Иван Владислав (1015-1018) градът е резиденция на кавхан Теодор. Тук през есента на 1015 г. кавханът е убит от слуга на царя заради заговора си срещу Иван Владислав.
Археологическите находки в местността „Градище“ край Дреново (църкви, гробове, монети) доказват, че Стипион продължава да бъде средище на рударство (добив и обработка на желязна руда) и обществен живот между XI и XIV век.